# Castello di Bernalda
Il castello di Bernalda sorge nell'omonima località, in provincia di Matera.

## Storia
Si trova in posizione dominante sulla valle del Basento ed è orientato verso sud-est. Fu costruito nel IV secolo D.C. ad opera dei Romani (precisamente a cavallo tra Costantino e Valentiniano II) che sentirono l'esigenza di proteggere il Porto Imperiale di Metaponto come confermato da recenti scoperte e studi sulla struttura. 
Da queste infatti capiamo che sia la torre Normanna che quella Angioina sono state adattate alla struttura originaria: un quadrato di 20 x 20 con una sola torre a guardia della valle e del mare. Il luogo scelto per la costruzione in passato era denominata Camarda.
Il castello attuale è quello fatto erigere da Bernardino de Bernaudo segretario di re Alfonso II di Napoli, dal cui nome prenderà il nome la città e anche il Santo Patrono divenuto San Bernardino invece che San Donato, e dai Perez Navarrete, che hanno dato al castello l'attuale sembianza ampliandolo di sette metri in avanti e altri sette verso Nord. Nel 1735 vi dimorò Carlo III di Borbone, il quale volle visitare i territori del suo regno, appena acquisito in seguito alla guerra di successione polacca.

## Architettura
Il castello, attualmente, ha forma rettangolare con tre torri angolari, perché una fu distrutta a seguito dell'ampliamento voluto dai Perez Navarrete. Le torri sono tutte e tre diverse l'una dall'altra: una troncoconica (tipicamente angioina), una cilindrica (romana essendo l'unica che non subisce attaccature forzate sulle murature) e l'altra quadrata (tipicamente normanna e corpo aggiunto al nucleo primigenio).
Originariamente la struttura era più piccola (20 m x 20 m) e comprendeva altre torri. Le tre torri rimaste hanno delle fortificazioni rivolte sia all'esterno che all'interno del castello. Nella parte interna del castello vi sono diversi cunicoli, uno in particolare raggiungeva la val Basento ed era una via di fuga in caso di assedio. Questa lo è diventata a seguito della dismissione della cisterna romana, ancora presente nel castello, ed era, originariamente, il livello del pieno cisterna. Sono infatti ancora visibili sul cocciopesto i segni dell'acqua che arrivava proprio in corrispondenza del cunicolo. Di questa via di fuga sono ancora oggi in corso studi e ricerche. Nel castello sono presenti tre cisterne interne, di cui una ancora piena, questo fa capire che lo stesso poteva fornire di acqua tutto il feudo e garantire acqua potabile alla popolazione. Il sistema di raccolta acque interno, sia piovane sia di falda, è infatti un sistema strategico militare che puntava ad evitare l'avvelenamento delle acque di uso comune e non.

### Secondo piano
La parete con il muro originario del quadrato ha una trave perché al piano di sopra si trovava il cammino di ronda, utilizzato spesso da arcieri e balestrieri corrispondente e adiacente alle merlature visibili all'interno e all'esterno. Originariamente per difendersi c'erano anche i merli che servivano per proteggere le persone, ma questi non hanno una conformazione tipicamente medioevale, avendo un metro di apertura per permettere agli arcieri di scoccare e due metri di chiusura, intervallati da una feritoia centrale (tipicamente angioina). Essi sono stati tamponati a seguito del passaggio da fortezza militare a palazzo feudale, per cui la loro funzione era venuta meno.
Percorrendo il quadrato si osserverà una volta a crociera che è successiva perché in mattoni. Nella parete del quadrato veniva effettuato il tiro piombante cioè il tiro con dei sassi e dello sterco, meno probabile l'olio perché costava, molto più probabile l'acqua bollente essendo sia l'altopiano che il castello ricco di sorgenti e cisterne, per difendersi dai nemici che stavano sotto. Il castello è formato da tre torri: la torre normanna ossia la torre quadrata, creata per mettere in comunicazione i feudi della contea di Montescaglioso con la canaletta, ritrovata al suo interno, quella che i soldati usavano come bagno. La seconda torre viene definita come la Torre di origine, totalmente rifatta perché ha subito dei crolli. Ha una serie di feritoie che permettevano di controllare se i soldati si trovavano vicino al castello con anche la parte lignea, cioè la parte nel frenare la balestra. Al suo interno è stata ritrovata anche un'incisione raffigurante un pentacolo. La terza torre è quella angioina che ospitava le bocche da fuoco a difesa della porta sud del feudo e dell'ingresso.
Il castello di Bernalda era proprietà dei Caruso, dal 1870 al 1990, e quindi ben vincolato. Poi nel 1999 è diventato proprietà del comune. Ma quando lo avevano i Caruso, questo castello veniva affittato: il piano di sotto era un vero e proprio appartamento abitato dalle persone, mentre il piano di sopra era sede dei Carabinieri. La finestra permette di dominare tutta la vallata, si vede Metaponto, Torremare e, dall'altro lato, Torre Accio, con la quale il castello comunicava ad esempio attraverso le fiaccole. Torre Accio era non solo una torre di avvistamento ma anche una torre di pedaggio, cioè le navi risalivano dal castello Torremare, situato sul porto del lago Santapelagina. Perché era importante questo lato del castello? Perché fin dal 700/800, ma anche dai regni romano-barbarici, i Turchi cercavano di arrivare nel Mediterraneo, addirittura rapivano le persone. Infatti tra Bernalda e Pisticci furono rapiti 8 cittadini, non tutti sono stati riscattati, quindi era un pericolo e bisognava essere attenti ad avvistare e comunicare. Andando avanti si può percorrere un locale che è esterno al quadrato e da dove si vede bene la torre angioina. Da quel punto si può notare una sporgenza, ovvero il "Toretto" che serviva per impedire ai nemici di arrampicarsi.

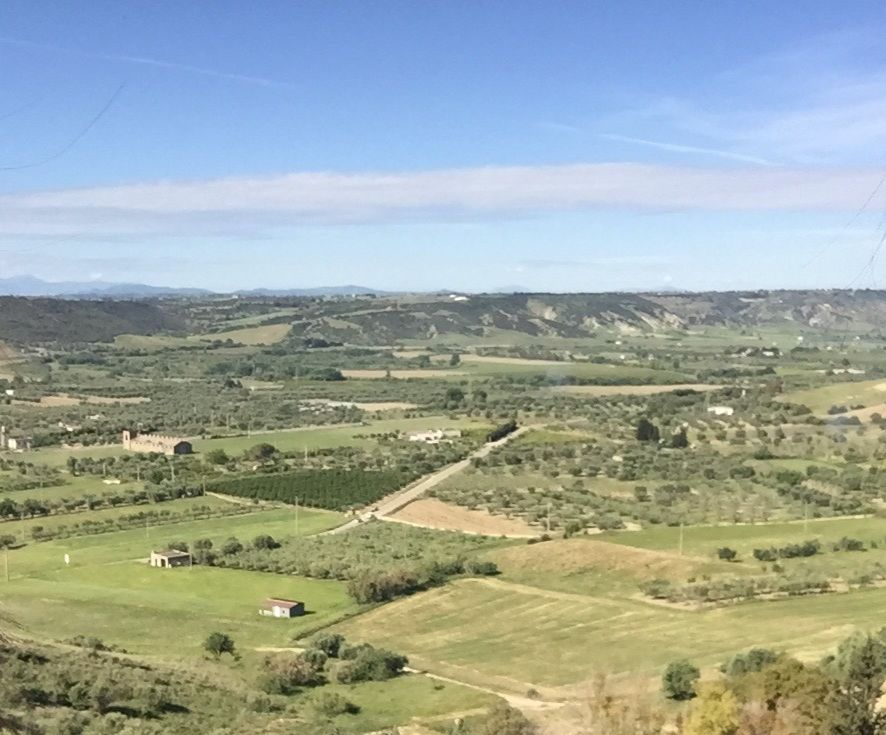
Vista del paesaggio dal castello di Bernalda

Si può osservare una torre dall'esterno che è perfettamente troncoconica, che all'interno si è cercato di rendere quadrata per creare una stanza, precisamente una cucina, come si può vedere dal camino che c’è. L'altra particolarità è la volta a crociera, aggiunta successivamente. Si può osservare ancora la feritoia strombata puntata su Porta Marinara e su dov'era il fossato. Poi ancora, si riesce a vedere tutto Corso Italia che era un punto strategico per l'avvistamento. Uscendo dal quadrato, possiamo vedere il balcone, dove il re vi si affacciava per parlare ai cittadini. Tutto questo spazio antistante è stato aggiunto verso la fine del 700 per allargare il castello e al posto del fossato sono state fatte delle sale. I balconi, siccome non c'erano materiali, erano fatti sempre con il carparo e le tombe. Troviamo poi una volta a schifo, proprio nella zona dove ci dovrebbe essere la torre cilindrica, che è stata tagliata per creare il posto al salone. Nel 1735 il 20 gennaio Carlo III di Borbone venne a Bernalda e i Bernaldesi gli fecero una festa per i suoi 18 anni. Loro gli andarono a chiedere delle suppliche contro i Perez Navarrete signori che li opprimevano, li mettevano tante tasse, avevano anche deciso di togliere la fontana di piazza e prendersela per tassarla. Supplicarono il re e lui diede a Bernalda il titolo di città, cioè a togliere le tasse, gli sgravi fiscali.

## Museo del cinema
Nell'aprile del 2023 al suo interno viene inaugurato il museo del cinema.